# Le Coyote aux trousses (film)
 (décembre 2024).
Pour plus de détails, voir Fiche technique et Distribution.
Le Coyote aux trousses (Highway Runnery) est un film américain d'animation Looney Tunes de 6 minutes et mettant en scène Bip Bip et Vil Coyote réalisé par Rudy Larriva en 1965.

## Fiche technique
- Réalisateurs : Rudy Larriva
- Producteur : David H. DePatie et Friz Freleng
- Compositeur : William Lava